# Fertőszentmiklós
Fertőszentmiklós (německy St. Niklau, chorvatsky Mikloš) je město v župě Győr-Moson-Sopron, v okresu Sopron. V lednu 2014 zde žilo 3870 obyvatel.

## Poloha
Fertőszentmiklós se nachází v Malé maďarské nížině na řece Ikva v nadmořské výšce zhruba 125 – 140 m. Rozloha obce je 39,4 km². Je vzdáleno asi 25 km východně od Šoproně a zhruba 10 km jihovýchodně od Neziderského jezera. Severně od města leží sousední obec Fertőd, kde se nachází zámek Esterházyovců, jehož rozlehlý zámecký park hraničí s městem.

## Doprava
Městem prochází hlavní silnice č. 85, která vede ze Šoproně přes Kapuvár a Csornu do Györu. Prochází tudy také železniční trať ze Šoproně do Györu, v místě je odbočka s možností spojení na sever do Pemhagenu v Rakousku. Na západním okraji města je soukromé letiště.

## Historie
V roce 1535 se obec stala majetkem Thomase Nádasdy. Starý kostel z druhé poloviny 16. století sloužil do roku 1660 protestantům. Pak byl zničen Turky.

## Partnerská města
- Leopoldov, Slovensko, 2003
- Pleidelsheim, Německo, 1994

## Zajímavosti
- Széchenyi-ho zámek
- Bezerédyi-ho zámek
- Zázračná soška Panny Marie